# Казеле (Казерта)
Казеле је насеље у Италији у округу Казерта, региону Кампанија.
Према процени из 2011. у насељу је живело 54 становника. Насеље се налази на надморској висини од 504 м.